# Squamopygia fascipennis
Squamopygia fascipennis är en tvåvingeart som beskrevs av Krober 1928. Squamopygia fascipennis ingår i släktet Squamopygia och familjen stilettflugor. Inga underarter finns listade i Catalogue of Life.